# Jan Murzynowski
Jan Murzynowski (ur. 17 kwietnia 1937 w Poznaniu, zm. 26 lutego 2015 w Londynie) – polski koszykarz, występujący na pozycji środkowego, reprezentant kraju, multimedalista mistrzostw Polski. 
Miał szlacheckie korzenie. Jego dziadek Konstanty Murzynowski, herbu Ogończyk, był ostatnim właścicielem Kalinowej w gminie Błaszki. 
Absolwent WSWF w Krakowie, obecnie AWF.
W latach 60. wyemigrował do Wielkiej Brytanii, gdzie zamieszkał na stałe.

## Osiągnięcia
Klubowe
- Mistrz Polski (1965)
- Wicemistrz Polski (1956, 1959, 1963, 1964)
- Brązowy medalista mistrzostw Polski (1957, 1958, 1961)
- Finalista pucharu Polski (1958)

## Filmografia
Jan Murzynowski zagrał role epizodyczne w kilku brytyjskich produkcjach filmowych:
- 1976: Get Some In!, odc. 12 Field Exercise
- 1977: The Tommorow People, odc. A spy dies..., jako agent KGB
- 1977: The Tommorow People, odc. A spy is born, jako agent KGB
- 1979: Blake’s 7, odc. 11 Gambit, jako gracz
- 1979: Blake’s 7, odc. 12 The Keeper, jako strażnik z planety Goth
- 1979: Quatermass, odc. 3, What Lies Beneath, jako rosyjski astronauta Georgij
- 1979: Quincy’s Quest, jako pomocnik Smithy’ego